# هنریتا از انگلستان
هنریتا کوچک‌ترین دختر چارلز یکم، پادشاه انگلستان و هنریتا ماریا فرانسوی بود. هنریت همراه با مادر خود در سن سه سالگی از انگلیس فرار کرد. هنریت به دربار پسردایی خود، لوئی چهاردهم خود عزیمت کرد و در آنجا او را به نام مینت می‌شناختند.
او با دیگر پسردایی خود فیلیپ یکم، دوک اورلئان ازدواج کرد. در ژوئن سال ۱۶۷۰ با هوشمندی بسیار در پیمان مخفی دورر علیه جمهوری هلند نقش بسیاری ایفا کرد و در همان ماه مرگ غیرمنتظره او رخ داد.